# Estación de Bailén (ferrocarril)
Bailén fue una estación de ferrocarril situada en el municipio español de Jabalquinto, en la provincia de Jaén, aunque prestaba servicio a la localidad de Bailén. Las instalaciones, que en la actualidad se encuentran desaparecidas, formaban parte de la línea Linares-Puente Genil. 

## Historia
La estación, perteneciente a la línea Linares-Puente Genil, fue construida por la Compañía de los Ferrocarriles Andaluces y puesta en servicio en 1893 junto a la totalidad de la línea. En 1941, con la nacionalización de los ferrocarriles de ancho ibérico, las instalaciones pasaron a manos de RENFE. La estación de Bailén sería clausurada en la década de 1960, coincidiendo con el cierre al tráfico de pasajeros de la estación de Linares-Zarzuela y del tramo Espeluy-Linares.
Tras su clausura, las instalaciones fueron derribadas y en la actualidad no se conservan.